# Люй Цинь
Люй Цинь (кит. упр. 吕钦, пиньинь Lǚ Qīn) — один из сильнейших игроков в сянци в мире.

## Биография
Люй Цинь родился 10 августа 1962 года, в провинции Гуандун, принадлежит к народности хакка. Является одним из множества знаменитых гроссмейстеров сянци, родившихся в провинции Гуандун, таких, как Ян Гуаньли (Yang Guanli), Цай Фужу (Cai Furu) и Сюй Иньчуань.

## Основные достижения в сянци
- Чемпион Китая по сянци 1986, 1988, 1999, 2003 и 2004 года
- Чемпион Азии по сянци 1985 года
- Ведущий игрок команды пров.Гуандун в Национальной лиге Китая по сянци 1989, 1993, 1999, 2000, 2001, 2002, 2004 и 2006 года.
- Ведущий игрок команды-победительницы Китая в Международном командном чемпионате по сянци 1990, 1995, 1997, 2001 и 2005 года[1], Чемпион мира по сянци[англ.] этих же годов[2].